# بريان دونكان
بريان دونكان (بالإنجليزية: Bryan Duncan)‏ هو مغن مؤلف أمريكي، ولد في 16 مارس 1953 في ريفرسايد في الولايات المتحدة.

## وصلات خارجية
- الموقع الرسمي
- بريان دونكان على موقع IMDb (الإنجليزية)
- بريان دونكان على موقع ميوزك برينز (الإنجليزية)
- بريان دونكان على موقع ديسكوغز (الإنجليزية)